# Copestylum valeria
Copestylum valeria är en tvåvingeart som först beskrevs av Hull 1944.  Copestylum valeria ingår i släktet Copestylum och familjen blomflugor.
Artens utbredningsområde är Peru. Inga underarter finns listade i Catalogue of Life.